# Movimento circular uniforme
O movimento circular uniforme (MCU) consiste em um tipo de movimento de trajetória circular em que o módulo da velocidade, ou velocidade escalar, é constante. Embora a velocidade escalar não varie nesse tipo de movimento, a partícula está acelerada em tal movimento, pois a direção e sentido do vetor velocidade variam com o tempo.
Esta aceleração, denominada aceleração centrípeta, é de magnitude constante (uniforme) e dirigida o tempo todo em direção ao eixo de rotação. Ela é produzida por uma força centrípeta, que também é de magnitude constante e direcionada para o eixo de rotação.
No caso de rotação em torno de um eixo fixo de corpo rígido que não seja desprezivelmente pequeno em comparação com o raio do caminho, cada partícula do corpo descreve um movimento circular uniforme com a mesma velocidade angular, mas com velocidade e aceleração variando com a posição em relação ao eixo.

## Aceleração centrípeta
O somatório das forças neste tipo de movimento é nulo na componente tangencial (componente da aceleração com direção igual à do vetor velocidade podendo ter sentido diferente)  e não nulo na componente normal ou centrípeta (sendo esta componente direcionada para o centro da curva) à trajetória. Como tal, o valor absoluto da velocidade (o módulo do vetor velocidade) é constante, variando a sua direção e sentido.
No caso do MCU, a aceleração centrípeta é constante, uma vez que o raio da trajetória é constante por definição, e a velocidade V é também constante dado que a aceleração tangencial é nula.

## Velocidade angular

Esquema das forças

Num sistema de coordenadas polares, podemos exprimir a posição do corpo em função do ângulo {\displaystyle \theta }. Podemos então definir: 
Velocidade angular
{\displaystyle \omega ={\frac {d\theta }{dt}}}

## Frequência e período
Como a velocidade é constante e não nula, podemos escrever
{\displaystyle {\omega }={\frac {2\pi }{T}}} e {\displaystyle {\omega }=2{\pi }f},
onde T é o período, f é a frequência e {\displaystyle \omega } (omega) é a velocidade angular da partícula, dada por
{\displaystyle \omega ={\frac {v}{R}}}